# 1990-es Formula–1 olasz nagydíj
Az olasz nagydíj volt az 1990-es Formula–1 világbajnokság tizenkettedik futama.

## Futam
Az olasz nagydíjon ismét Senna szerezte meg a pole-t Prost, Berger és Mansell előtt.
A rajtnál Berger elment Prost mellett, míg az ötödik helyről induló Alesi mindkét Ferrarit átugrotta. Warwick a Parabolica kanyarban balesetezett, ezért a rajtot meg kellett ismételni. Az új rajtnál Berger és Alesi ismét megelőzte a Ferrarikat, Senna megtartotta vezető helyét. Az 5. körben a harmadik helyen haladó Alesi kicsúzott és kiesett. Berger gumijai elkezdtek hólyagosodni, majd Prost meg is előzte. A boxkiállások során nem változott az élen haladók sorrendje. Az előző nagydíjhoz hasonlóan Senna győzött Prost és Berger előtt, Mansell negyedik lett.
|         | Rsz. | Versenyző          | Csapat                | Körök | Idő/Kiesések    | Rajthely | Pontok |
| ------- | ---- | ------------------ | --------------------- | ----- | --------------- | -------- | ------ |
| 1       | 27   | Ayrton Senna       | McLaren-Honda         | 53    | 1:17:57,878     | 1        | 9      |
| 2       | 1    | Alain Prost        | Ferrari               | 53    | + 6,054         | 2        | 6      |
| 3       | 28   | Gerhard Berger     | McLaren-Honda         | 53    | + 7,404         | 3        | 4      |
| 4       | 2    | Nigel Mansell      | Ferrari               | 53    | + 56,219        | 4        | 3      |
| 5       | 6    | Riccardo Patrese   | Williams-Renault      | 52    | + 1:25,274      | 7        | 2      |
| 6       | 3    | Nakadzsima Szatoru | Tyrrell-Ford          | 52    | +1 kör          | 14       | 1      |
| 7       | 20   | Nelson Piquet      | Benetton-Ford         | 52    | +1 kör          | 9        |        |
| 8       | 19   | Alessandro Nannini | Benetton-Ford         | 52    | +1 kör          | 8        |        |
| 9       | 10   | Alex Caffi         | Arrows-Ford           | 51    | +2 kör          | 21       |        |
| 10      | 22   | Andrea de Cesaris  | Dallara-Ford          | 51    | +2 kör          | 25       |        |
| 11      | 25   | Nicola Larini      | Ligier-Ford           | 51    | +2 kör          | 26       |        |
| 12      | 9    | Michele Alboreto   | Arrows-Ford           | 50    | Kicsúszás       | 22       |        |
| 13      | 26   | Philippe Alliot    | Ligier-Ford           | 50    | +3 kör          | 20       |        |
| Kiesett | 18   | Yannick Dalmas     | AGS-Ford              | 45    | Nem kvalifikált | 24       |        |
| Kiesett | 16   | Ivan Capelli       | Leyton House-Judd     | 36    | Motorhiba       | 16       |        |
| Kiesett | 30   | Szuzuki Aguri      | Larrousse-Lamborghini | 36    | Elektronika     | 18       |        |
| Kiesett | 14   | Olivier Grouillard | Osella-Ford           | 27    | Kerékcsapágy    | 23       |        |
| Kiesett | 15   | Maurício Gugelmin  | Leyton House-Judd     | 24    | Motorhiba       | 10       |        |
| Kiesett | 8    | Stefano Modena     | Brabham-Judd          | 21    | Motorhiba       | 17       |        |
| Kiesett | 5    | Thierry Boutsen    | Williams-Renault      | 18    | Felfüggesztés   | 6        |        |
| Kiesett | 11   | Derek Warwick      | Lotus-Lamborghini     | 15    | Kuplunghiba     | 12       |        |
| Kiesett | 21   | Emanuele Pirro     | Dallara-Ford          | 14    | Kicsúszás       | 19       |        |
| Kiesett | 12   | Martin Donnelly    | Lotus-Lamborghini     | 13    | Motorhiba       | 11       |        |
| Kiesett | 29   | Éric Bernard       | Larrousse-Lamborghini | 10    | Kuplunghiba     | 13       |        |
| Kiesett | 23   | Pierluigi Martini  | Minardi-Ford          | 7     | Felfüggesztés   | 15       |        |
| Kiesett | 4    | Jean Alesi         | Tyrrell-Ford          | 4     | Kicsúszás       | 5        |        |
| NK      | 17   | Gabriele Tarquini  | AGS-Ford              |       |                 |          |        |
| NK      | 24   | Paolo Barilla      | Minardi-Ford          |       |                 |          |        |
| NK      | 7    | David Brabham      | Brabham-Judd          |       |                 |          |        |
| NK      | 31   | Bertrand Gachot    | Coloni-Ford           |       |                 |          |        |
| NeK     | 33   | Roberto Moreno     | Euro Brun-Judd        |       |                 |          |        |
| NeK     | 34   | Claudio Langes     | Euro Brun-Judd        |       |                 |          |        |
| NeK     | 39   | Bruno Giacomelli   | Life                  |       |                 |          |        |

## Statisztikák
Vezető helyen:
- Ayrton Senna: 53 (1-53)

Ayrton Senna 26. győzelme, 49. (R) pole-pozíciója, 15. leggyorsabb köre, 7. mesterhármasa (gy, pp, lk)
- McLaren 86. győzelme.